# Felipa Palacios
Felipa Alicia Palacios Hinestroza (ur. 1 grudnia 1975 w gminie Bojayá) – kolumbijska lekkoatletka specjalizująca się w sprintach. Indywidualnie najczęściej biegała na dystansie 200 m, w drużynowej rywalizacji zaś częściej startowała w sztafecie 4 × 100 m.
Zdobywczyni siedmiu złotych medali mistrzostw Ameryki Południowej i czterech tytułów wicemistrzyni Ameryki Środkowej i Karaibów, sześciu złotych medali mistrzostw ibero-amerykańskich, dziewięciu złotych medali igrzysk boliwaryjskich, pięciu złotych medali igrzysk Ameryki Południowej, trzech medali igrzysk panamerykańskich oraz trzech medali igrzysk Ameryki Środkowej i Karaibów. Dwa razy w karierze zdobyła tytuł juniorskiej mistrzyni Ameryki Południowej.
Trzykrotnie reprezentowała swój kraj na igrzyskach olimpijskich (Atlanta, Sydney, Ateny), jak również siedmiokrotnie występowała w lekkoatletycznych mistrzostwach świata – żaden z tych występów nie zakończył się dla niej medalem zmagań.

## Przebieg kariery
W 1993 roku brała udział w juniorskim czempionacie Ameryki Południowej, tam zdobyła srebrny medal w biegu sztafetowym 4 × 100 m oraz brązowy medal w trójskoku – w jej karierzez był to jedyny wywalczony krążek w którejkolwiek z konkurencji technicznych. Rok później na imprezie tej samej rangi osiągnęła znacznie większe sukcesy, m.in. zdobyła złote medale w biegu na 100 i 200 m. Brała udział w igrzyskach Ameryki Południowej w wenezuelskim mieście Valencia, na nich zdobyła trzy tytuły mistrzowskie (w biegu na 100 i 200 m, jak również w sztafecie 4 × 100 m).
W 1995 roku została zgłoszona do startu na igrzyskach obu Ameryk, tam Kolumbijka była członkinią sztafet 4 × 100 m oraz 4 × 400 m i oba starty zakończyły się dla niej i koleżanek z kadry brązowymi medalami igrzysk. Wystąpiła również na mistrzostwach świata w Göteborgu, w ich ramach odpadła w eliminacjach biegu na 100 m oraz zajęła 7. miejsce w finale zmagań w konkurencji biegu rozstawnego 4 × 100 m. W 1996 roku otrzymała dwa medale mistrzostw ibero-amerykańskich, w tym tytuł mistrzowski wywalczony samodzielnie w biegu na 200 m.
Startowała na igrzyskach olimpijskich w Atlancie. W ramach tego występu odpadła w eliminacjach biegu na 200 m (w swej grupie uzyskała czas 24,12 s), a także znalazła się w składzie sztafety 4 × 100 m, która również odpadła w fazie eliminacyjnej zmagań (ekipa w składzie: Mirtha Brock, Felipa Palacios, Patricia Rodríguez, Zandra Borrero uzyskała czas 44,16 s).
W 1997 roku sięgnęła po trzy złote medale mistrzostw Ameryki Południowej (w konkurencjach biegu na 200 m oraz biegu sztafet 4 × 100 m oraz 4 × 400 m), na tym samym czempionacie wywalczyła jeszcze srebrny medal w biegu na 100 m. W tym samym roku zdobyła pierwsze w karierze medale mistrzostw Ameryki Środkowej i Karaibów oraz igrzysk boliwaryjskich. Natomiast rok później wzięła udział w igrzyskach Ameryki Środkowej i Karaibów, na których otrzymała dwa medale. W 2000 roku otrzymała trzy złote medale mistrzostw ibero-amerykańskich.
Na igrzyskach olimpijskich w Sydney brała udział w tych samych konkurencjach co cztery lata wcześniej. Podczas konkursu biegu na 200 m przebrnęła przez eliminacje czasem 23,19 s (z którym uplasowała się na 4. miejscu w grupie, ostatnim dającym prawo do występu w kolejnej fazie zmagań), ale w półfinale uzyskała czas 23,11 s plasujący zawodniczkę na 5. miejscu w grupie – zbyt dalekim, by wejść do finału. Brała również udział w zmaganiach w konkurencji biegu sztafetowego 4 × 100 m, na których także odpadła w półfinale, a w tej fazie razem z koleżankami z drużyny uzyskała rezultat czasowy 44,37 (ten wynik dał Kolumbijkom ostatnie 8. miejsce w grupie).
W 2001 roku sięgnęła po kolejne trzy złote medale igrzysk boliwaryjskich, a w latach 2002-2004 zdobyła kolejne sześć medali ibero-amerykańskiego czempionatu, wśród których był złoty medal w biegu na 200 m zdobyty w czasie mistrzostw w mieście Gwatemali. Podczas igrzysk olimpijskich w Atenach startowała wyłącznie w konkurencji biegu sztafet 4 × 100 m – ekipa w składzie: Melisa Murillo, Felipa Palacios, Digna Luz Murillo, Norma González odpadła w eliminacjach, z rezultatem 43,30 s zajmując 5. miejsce w grupie oraz 10. miejsce wśród wszystkich sztafet.
W 2005 roku, po dziesięcioletniej przerwie, ponownie znalazła się w składzie sztafety 4 × 100 m, która awansowała do finału w ramach mistrzostw świata. Kolumbijska ekipa ostatecznie wywalczyła w tej fazie zmagań 6. miejsce. Na igrzyskach boliwaryjskich rozgrywanych w kolumbijskim mieście Armenia zdobyła złote medale w czterech konkurencjach – w sztafecie 4 × 100 m oraz 4 × 400 m, a także w biegu na dystansie 100 i 200 m, na których swymi czasami (odpowiednio 11,18 s i 22,85 s) ustanowiła nowe rekordy kraju. Cztery lata później znowu znalazła się w finale zmagań w konkurencji sztafety 4 × 100 m, Kolumbijki ukończyły go ostatecznie na 7. miejscu. Po raz ostatni w zawodach lekkoatletycznych wystąpiła w czerwcu 2013 roku w czasie rozgrywanych w ramach mistrzostw krajowych zmagań w konkurencji biegu sztafet 4 × 400 m – Palacios w tej konkurencji zdobyła tytuł wicemistrzowski.

## Osiągnięcia
| Rok     | Zawody                                   | Miasto              | Miejsce | Konkurencja        | Wynik   |
| ------- | ---------------------------------------- | ------------------- | ------- | ------------------ | ------- |
| 1993    | Mistrzostwa Ameryki Południowej juniorów | Puerto La Cruz      | srebro  | sztafeta 4 × 100 m | 48,1    |
| 1993    | Mistrzostwa Ameryki Południowej juniorów | Puerto La Cruz      | brąz    | trójskok           | 11,72   |
| 1994    | Mistrzostwa Ameryki Południowej juniorów | Santa Fe            | złoto   | bieg na 100 m      | 11,84   |
| 1994    | Mistrzostwa Ameryki Południowej juniorów | Santa Fe            | złoto   | bieg na 200 m      | 24,19   |
| 1994    | Mistrzostwa Ameryki Południowej juniorów | Santa Fe            | srebro  | sztafeta 4 × 100 m | 47,13   |
| 1994    | Igrzyska Ameryki Południowej             | Valencia            | złoto   | bieg na 100 m      | 11,51   |
| 1994    | Igrzyska Ameryki Południowej             | Valencia            | złoto   | bieg na 200 m      | 23,6    |
| 1994    | Igrzyska Ameryki Południowej             | Valencia            | złoto   | sztafeta 4 × 100 m | 44,98   |
| 1995    | Igrzyska panamerykańskie                 | Mar del Plata       | brąz    | sztafeta 4 × 100 m | 44,10   |
| 1995    | Igrzyska panamerykańskie                 | Mar del Plata       | brąz    | sztafeta 4 × 400 m | 3:38,54 |
| 1995    | Mistrzostwa świata                       | Göteborg            | 7. H    | bieg na 100 m      | 11,63   |
| 1995    | Mistrzostwa świata                       | Göteborg            | 7.      | sztafeta 4 × 100 m | 44,61   |
| 1996    | Mistrzostwa ibero-amerykańskie           | Medellín            | złoto   | bieg na 200 m      | 22,93   |
| 1996    | Mistrzostwa ibero-amerykańskie           | Medellín            | srebro  | sztafeta 4 × 100 m | 44,17   |
| 1996    | Igrzyska olimpijskie                     | Atlanta             | 7. H    | bieg na 200 m      | 24,12   |
| 1996    | Igrzyska olimpijskie                     | Atlanta             | 4. H    | sztafeta 4 × 100 m | 44,16   |
| 1997    | Mistrzostwa Ameryki Południowej          | Mar del Plata       | srebro  | bieg na 100 m      | 11,48   |
| 1997    | Mistrzostwa Ameryki Południowej          | Mar del Plata       | złoto   | bieg na 200 m      | 23,20   |
| 1997    | Mistrzostwa Ameryki Południowej          | Mar del Plata       | złoto   | sztafeta 4 × 100 m | 44,58   |
| 1997    | Mistrzostwa Ameryki Południowej          | Mar del Plata       | złoto   | sztafeta 4 × 400 m | 3:36,71 |
| 1997    | Mistrzostwa Ameryki Środkowej i Karaibów | San Juan            | 7.      | bieg na 100 m      | 11,77   |
| 1997    | Mistrzostwa Ameryki Środkowej i Karaibów | San Juan            | srebro  | bieg na 200 m      | 23,36   |
| 1997    | Mistrzostwa Ameryki Środkowej i Karaibów | San Juan            | srebro  | sztafeta 4 × 100 m | 44,29   |
| 1997    | Mistrzostwa świata                       | Ateny               | 6. QF   | bieg na 200 m      | 23,34   |
| 1997    | Mistrzostwa świata                       | Ateny               | 6. SF   | sztafeta 4 × 100 m | 43,51   |
| 1997    | Igrzyska boliwaryjskie                   | Arequipa            | złoto   | bieg na 100 m      | 11,15   |
| 1997    | Igrzyska boliwaryjskie                   | Arequipa            | złoto   | bieg na 200 m      | 22,74   |
| 1998    | Igrzyska Ameryki Środkowej i Karaibów    | Maracaibo           | brąz    | bieg na 200 m      | 23,07   |
| 1998    | Igrzyska Ameryki Środkowej i Karaibów    | Maracaibo           | srebro  | sztafeta 4 × 100 m | 44,39   |
| 1998    | Igrzyska Ameryki Południowej             | Cuenca              | srebro  | bieg na 100 m      | 11,62   |
| 1998    | Igrzyska Ameryki Południowej             | Cuenca              | złoto   | bieg na 200 m      | 22,78   |
| 1998    | Igrzyska Ameryki Południowej             | Cuenca              | srebro  | bieg na 400 m      | 53,45   |
| 1998    | Igrzyska Ameryki Południowej             | Cuenca              | złoto   | sztafeta 4 × 100 m | 46,6    |
| 1999    | Mistrzostwa Ameryki Południowej          | Bogota              | srebro  | bieg na 200 m      | 22,97   |
| 1999    | Mistrzostwa Ameryki Południowej          | Bogota              | złoto   | sztafeta 4 × 100 m | 44,12   |
| 1999    | Igrzyska panamerykańskie                 | Winnipeg            | brąz    | bieg na 200 m      | 23,05   |
| 1999    | Mistrzostwa świata                       | Sewilla             | 7. QF   | bieg na 200 m      | 23,46   |
| 2000    | Mistrzostwa ibero-amerykańskie           | Rio de Janeiro      | złoto   | bieg na 200 m      | 23,18   |
| 2000    | Mistrzostwa ibero-amerykańskie           | Rio de Janeiro      | złoto   | sztafeta 4 × 100 m | 44,81   |
| 2000    | Mistrzostwa ibero-amerykańskie           | Rio de Janeiro      | złoto   | sztafeta 4 × 400 m | 3:34,51 |
| 2000    | Igrzyska olimpijskie                     | Sydney              | 4. SF   | bieg na 200 m      | 23,11   |
| 2000    | Igrzyska olimpijskie                     | Sydney              | 8. SF   | sztafeta 4 × 100 m | 44,37   |
| 2001    | Mistrzostwa Ameryki Południowej          | Manaus              | złoto   | bieg na 200 m      | 23,36   |
| 2001    | Mistrzostwa Ameryki Południowej          | Manaus              | 4.      | bieg na 400 m      | 54,62   |
| 2001    | Mistrzostwa Ameryki Południowej          | Manaus              | srebro  | sztafeta 4 × 100 m | 45,43   |
| 2001    | Mistrzostwa Ameryki Południowej          | Manaus              | srebro  | sztafeta 4 × 400 m | 3:40,27 |
| 2001    | Mistrzostwa świata                       | Edmonton            | 6. H    | bieg na 200 m      | 23,40   |
| 2001    | Igrzyska boliwaryjskie                   | Ambato              | złoto   | bieg na 200 m      | 22,92   |
| 2001    | Igrzyska boliwaryjskie                   | Ambato              | złoto   | sztafeta 4 × 100 m | 44,18   |
| 2001    | Igrzyska boliwaryjskie                   | Ambato              | złoto   | sztafeta 4 × 400 m | 3:36,32 |
| 2002    | Mistrzostwa ibero-amerykańskie           | Gwatemala           | złoto   | bieg na 200 m      | 3:34,68 |
| 2002    | Mistrzostwa ibero-amerykańskie           | Gwatemala           | srebro  | sztafeta 4 × 100 m | 44,44   |
| 2002    | Mistrzostwa ibero-amerykańskie           | Gwatemala           | srebro  | sztafeta 4 × 400 m | 3:33,35 |
| 2004    | Mistrzostwa ibero-amerykańskie           | Huelva              | srebro  | bieg na 200 m      | 23,77   |
| 2004    | Mistrzostwa ibero-amerykańskie           | Huelva              | srebro  | sztafeta 4 × 100 m | 43,79   |
| 2004    | Mistrzostwa ibero-amerykańskie           | Huelva              | brąz    | sztafeta 4 × 400 m | 3:33,95 |
| 2004    | Igrzyska olimpijskie                     | Ateny               | 5. H    | sztafeta 4 × 100 m | 43,30   |
| 2005    | Mistrzostwa Ameryki Południowej          | Cali                | srebro  | bieg na 200 m      | 23,14   |
| 2005    | Mistrzostwa Ameryki Południowej          | Cali                | złoto   | sztafeta 4 × 100 m | 43,17   |
| 2005    | Mistrzostwa Ameryki Południowej          | Cali                | srebro  | sztafeta 4 × 400 m | 3:36,95 |
| 2005    | Mistrzostwa świata                       | Helsinki            | 6.      | sztafeta 4 × 100 m | 43,07   |
| 2005    | Igrzyska boliwaryjskie                   | Armenia             | złoto   | bieg na 100 m      | 11,18   |
| 2005    | Igrzyska boliwaryjskie                   | Armenia             | złoto   | bieg na 200 m      | 22,85   |
| 2005    | Igrzyska boliwaryjskie                   | Armenia             | złoto   | sztafeta 4 × 100 m | 45,61   |
| 2005    | Igrzyska boliwaryjskie                   | Armenia             | złoto   | sztafeta 4 × 400 m | 3:35,25 |
| 2006    | Mistrzostwa ibero-amerykańskie           | Ponce               | złoto   | bieg na 200 m      | 23,03   |
| 2006    | Mistrzostwa ibero-amerykańskie           | Ponce               | brąz    | sztafeta 4 × 100 m | 44,79   |
| 2006    | Igrzyska Ameryki Środkowej i Karaibów    | Cartagena de Indias | 6.      | bieg na 200 m      | 23,68   |
| 2006    | Igrzyska Ameryki Środkowej i Karaibów    | Cartagena de Indias | srebro  | sztafeta 4 × 100 m | 44,32   |
| 2007    | Mistrzostwa Ameryki Południowej          | São Paulo           | srebro  | bieg na 100 m      | 11,43   |
| 2007    | Mistrzostwa Ameryki Południowej          | São Paulo           | srebro  | bieg na 200 m      | 23,10   |
| 2007    | Mistrzostwa Ameryki Południowej          | São Paulo           | srebro  | sztafeta 4 × 100 m | 44,68   |
| 2007    | Mistrzostwa Ameryki Południowej          | São Paulo           | srebro  | sztafeta 4 × 400 m | 3:43,52 |
| 2007    | Igrzyska panamerykańskie                 | Rio de Janeiro      | 6.      | bieg na 200 m      | 23,34   |
| 2007    | Igrzyska panamerykańskie                 | Rio de Janeiro      | DNS     | sztafeta 4 × 100 m | N/A     |
| 2007    | Mistrzostwa świata                       | Osaka               | 7. QF   | bieg na 200 m      | 23,24   |
| 2008    | Mistrzostwa Ameryki Środkowej i Karaibów | Cali                | 5. H    | bieg na 200 m      | 23,71   |
| 2008    | Mistrzostwa Ameryki Środkowej i Karaibów | Cali                | srebro  | sztafeta 4 × 100 m | 43,56   |
| 2009    | Mistrzostwa Ameryki Południowej          | Lima                | srebro  | bieg na 100 m      | 11,79   |
| 2009    | Mistrzostwa Ameryki Południowej          | Lima                | złoto   | sztafeta 4 × 100 m | 44,18   |
| 2009    | Mistrzostwa Ameryki Środkowej i Karaibów | Hawana              | 5. H    | bieg na 100 m      | 11,76   |
| 2009    | Mistrzostwa Ameryki Środkowej i Karaibów | Hawana              | srebro  | sztafeta 4 × 100 m | 43,67   |
| 2009    | Mistrzostwa świata                       | Berlin              | 7.      | sztafeta 4 × 100 m | 43,71   |
| Źródło: |                                          |                     |         |                    |         |

Sześć razy w karierze została mistrzynią kraju. W 1999 roku zdobyła złoty medal w biegu na 200 m, w 2006 roku wywalczyła złoto w biegu na 100 m, w 2007 roku zaś została złotą medalistką w biegu na 100 i 200 m. W 2010 roku została mistrzynią kraju w biegu rozstawnym 4 × 100 m oraz 4 × 400 m.

## Rekordy życiowe
- bieg na 100 m – 11,18 (19 sierpnia 2005, Armenia)
- bieg na 200 m – 22,85 (20 sierpnia 2005, Armenia)
- bieg na 400 m – 52,95 (4 grudnia 2000, Paipa)
- sztafeta 4 × 100 m – 43,03 (10 lipca 2004, Bogota ; 12 sierpnia 2005, Helsinki) =)
- sztafeta 4 × 400 m – 3:39,07 (16 maja 2010, Cali)

Źródło: 